# Cnaphalocrocis euryterminalis
Cnaphalocrocis euryterminalis là một loài bướm đêm trong họ Crambidae.